# Tomorrow (Mika)
Tomorrow è un singolo del cantautore anglo-libanese Mika, pubblicato il 20 settembre 2019 come quinto estratto dal quinto album in studio My Name Is Michael Holbrook.
L'8 ottobre è stata pubblicata la versione in lingua italiana, intitolata Domani.